# Galaktagogum

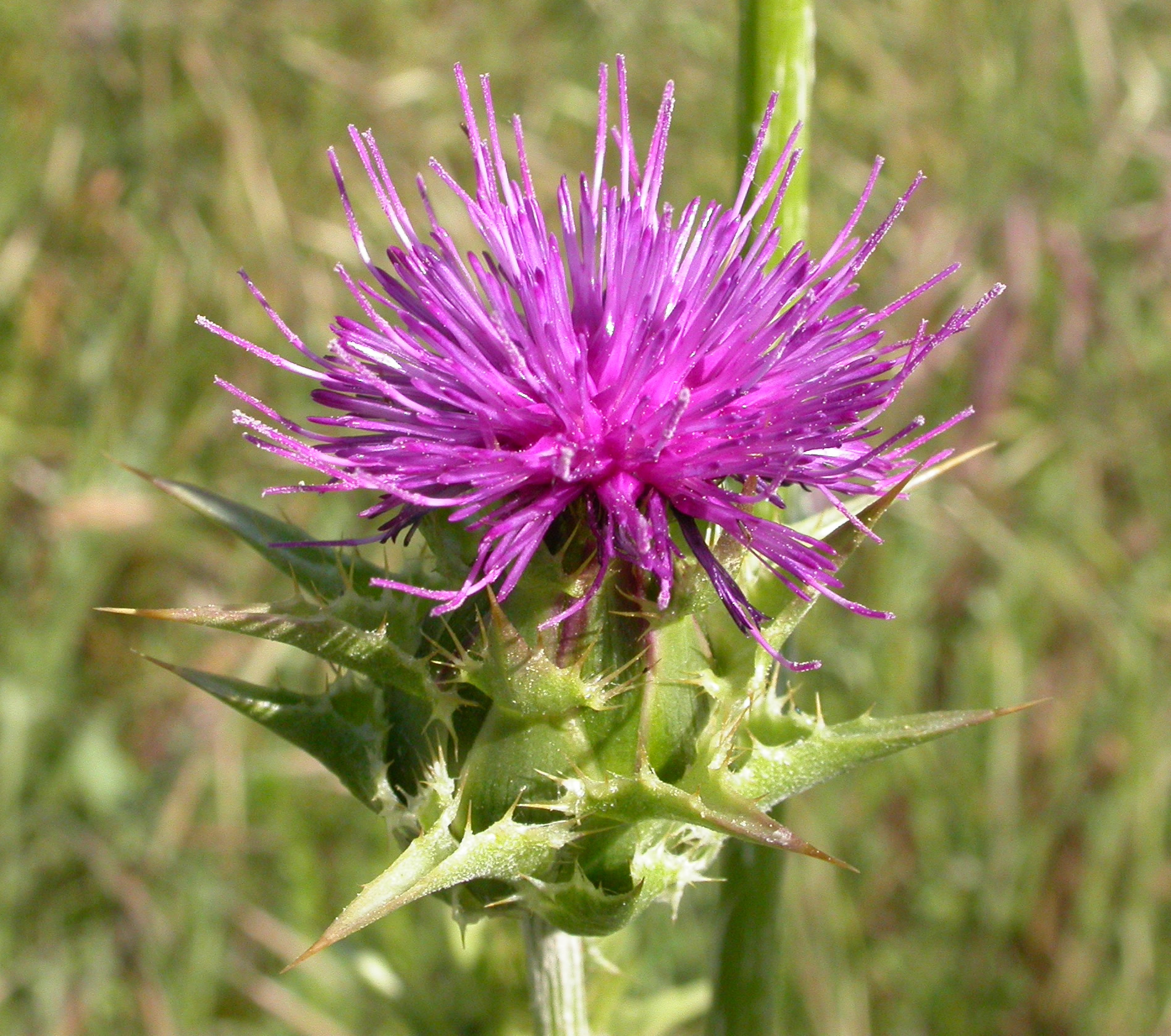
Mariendistel (Silybum marianum)

Als Galaktagogum (Mehrzahl Galaktagoga) bezeichnet man Mittel, welche die Milchbildung in der Brust anregen.
Medizinische, die Milchbildung anregende Wirkstoffe sind Domperidon, Metoclopramid und Sulpirid.
Darüber hinaus wird in verschiedenen Kulturkreisen einer Reihe von natürlichen Mitteln die Anregung der Milchbildung zugesprochen. Dazu  gehören Bananenblüten, Fenchel, Bockshornklee, Ingwer, Euphorbia lancifolia, Gossypium herbaceum, Meerrettichbaum, Datteln, Eisbein, Asparagus racemosus, Mariendistel und Mexikanischer Oregano. Die wissenschaftliche Studienlage zu diesen Mitteln ist jedoch dünn und der Evidenzgrad niedrig.